# Бремгартен-бай-Берн
Бремгартен-бай-Берн (нем. Bremgarten bei Bern) — коммуна в Швейцарии, окружной центр, находится в кантоне Берн.
Входит в состав округа Берн. Население составляет 4000 человек (на 2008 год). Официальный код — 0353.